# Galizianismo

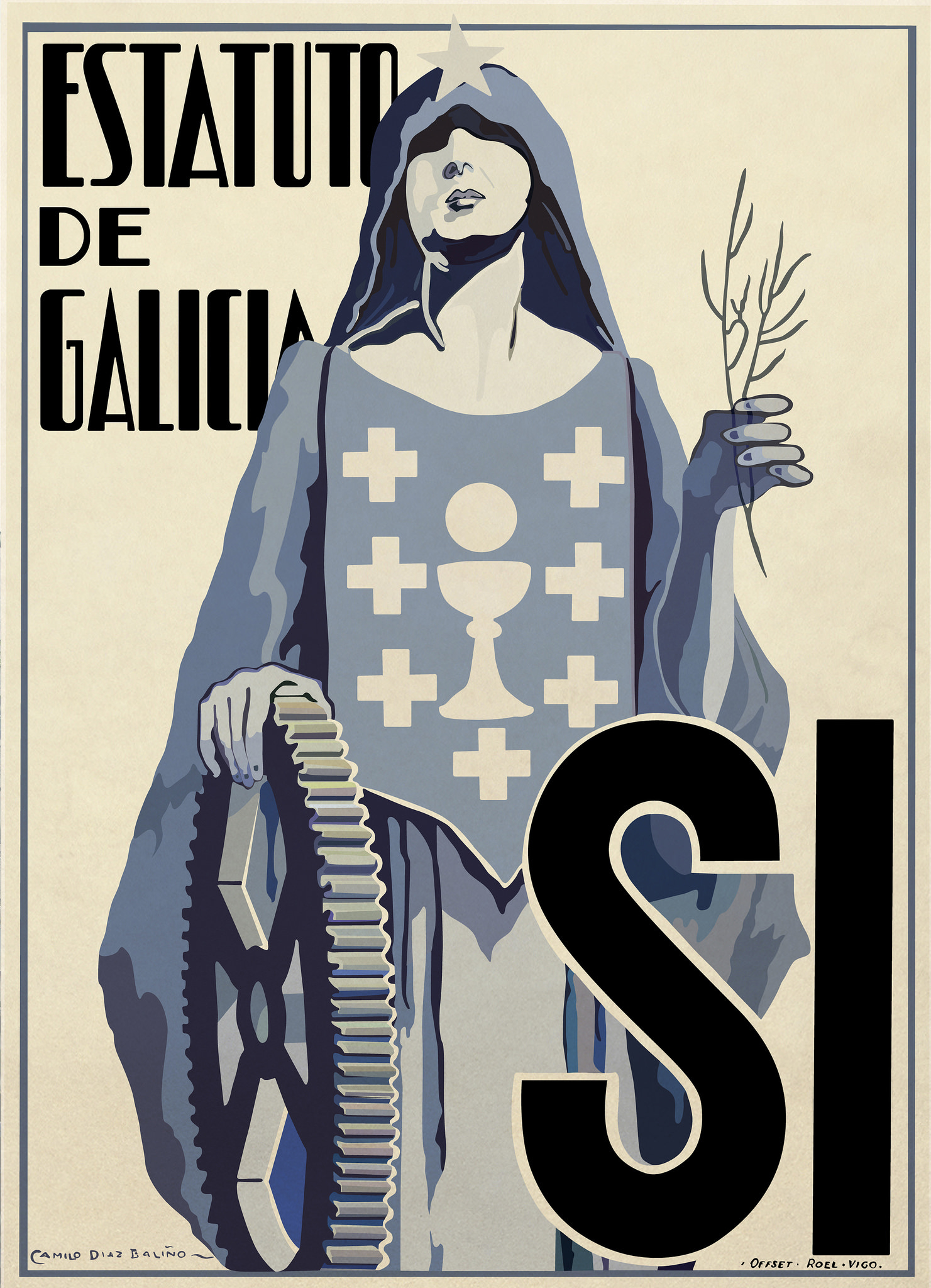
Manifesto favorevole all'autonomia della Galizia (1936)

Il galizianismo o galleguismo (gaje'gizmo) è una corrente intellettuale di pensiero che ha come obiettivo la perpetuazione mediante difesa e promozione attiva, l'identità e la cultura proprie della Galizia in tutte le sue peculiarità (lingua e letteratura, musica, folclore, gastronomia, tradizioni, etc.). Queste attività vengono svolte tanto da istituzioni pubbliche quanto da enti privati (associazioni, fondazioni, ...).
A causa dell'evoluzione storica della Galizia, nel quadro della nazione spagnola, il Galizianismo verrà usato in diverse occasioni a fini politici e per diversi partiti politici senza un orientamento ideologico ben definito (anche se nella maggior parte dei casi predomina un'ideologia nazionalista).

## Storia
Il Galizianismo nacque verso la metà del XIX secolo, formulato prima come provincialismo e poi come regionalismo. Il termine inizia però a diffondersi solo dopo l'istituzione del primo Irmandade da Fala nel 1916 a La Coruña.